# ميلاني وليامز
ميلاني وليامز (بالإنجليزية: Melanie Williams)‏ هي مغنية بريطانية، ولدت في 28 أكتوبر 1964.

## وصلات خارجية
- ميلاني وليامز على موقع IMDb (الإنجليزية)
- ميلاني وليامز على موقع ميوزك برينز (الإنجليزية)
- ميلاني وليامز على موقع ديسكوغز (الإنجليزية)